# Anthony Washington
Anthony Washington (Glasgow (Montana), 16 januari 1966) is een voormalige Amerikaanse discuswerper. Hij werd wereldkampioen en meervoudig Amerikaanse kampioen op deze discipline. Hij nam driemaal deel aan de Olympische Spelen, maar won hierbij geen medailles.

## Biografie

### Jeugd en doorbraak
Washington studeerde aan het Rome Free Academy Highschool (1985) en de Syracuse College (1990). Hij begon bij de junioren als sprinter en hink-stap-springer. In 1991 brak hij internationaal door met het winnen van een gouden medaille op de Pan-Amerikaanse Spelen in Havana en de Universiade in Sheffield. Dat jaar won hij voor de eerste maal de Amerikaanse kampioenschappen discuswerpen, hetgeen hij nog driemaal hierna zou herhalen.

### Olympisch debuut
Bij zijn olympisch debuut een jaar later op de Spelen van Barcelona werd hij twaalfde in 59,96 m. De wedstrijd werd gewonnen door Romas Ubartas uit Litouwen in 65,12. Op de wereldkampioenschappen atletiek 1993 in Stuttgart werd hij elfde.
Vier jaar later verbeterde hij zijn PR naar 71,14 en won de Amerikaanse olympische selectiewedstrijden. Op de Olympische Spelen van Atlanta nam hij met 65,42 m na de eerst worp de leiding. Hij kon zich hierna echter niet meer verbeteren en werd naast door de Duitse winnaar Lars Riedel (69,40) ook door de Wit-Russen Vladimir Dubrovschtschik en Wassili Kaptjuch ingehaald. Hij behaalde een vierde voor Virgilijus Alekna en Jürgen Schult. Op de wereldjaarranglijst eindigde hij dat jaar op een tweede plaats.

### Wereldtitel
In 1999 overwoog hij serieus om te stoppen met zijn sport, maar won dat jaar prompt de wereldtitel. Op de wereldkampioenschappen atletiek 1999 in het Spaanse Sevilla veroverde hij een gouden medaille en versloeg met een beste poging van 69,08 m de Duitsers Jürgen Schult (zilver; 68,18) en Lars Riedel (brons; 68,09).

### Privé
Na het voltooien van zijn opleiding in Syracuse werkte hij tijdens zijn sportieve loopbaan als graficus. Hij speelde ooit in een reclame van Snickers. In 1993 trouwde hij met zijn vrouw Lesley en is vader van twee zonen (Coleman en Turner).

## Titels
- Wereldkampioen discuswerpen - 2001
- Amerikaans kampioen discuswerpen - 1991, 1993, 1996, 1999

## Persoonlijke records
| Onderdeel      | Prestatie | Datum       | Plaats  |
| -------------- | --------- | ----------- | ------- |
| discuswerpen   | 71,14 m   | 22 mei 1996 | Salinas |
| kogelslingeren | 59,58 m   | 1989        |         |

## Prestaties

### Kampioenschappen
| Jaar | Wedstrijd              | Plaats    | Resultaat | Onderdeel    | Prestatie |
| ---- | ---------------------- | --------- | --------- | ------------ | --------- |
| 1991 | Universiade            | Sheffield | 1e        | discuswerpen | 61,46 m   |
|      | Pan-Amerikaanse Spelen | Havana    | 1e        | discuswerpen | 65,04 m   |
| 1992 | Olympische Spelen      | Barcelona | 12e       | discuswerpen | 59,96 m   |
|      | Wereldbeker            | Havana    | 1e        | discuswerpen | 64,86 m   |
| 1993 | WK                     | Stuttgart | 10e       | discuswerpen | 60,72 m   |
|      | Grand Prix Finale      | Monaco    | 2e        | discuswerpen | 64,62 m   |
| 1995 | Grand Prix Finale      | Monaca    | 5e        | discuswerpen | 65,86 m   |
| 1996 | Olympische Spelen      | Atlanta   | 4e        | discuswerpen | 65,42 m   |
| 1999 | WK                     | Sevilla   | 1e        | discuswerpen | 69,08 m   |
|      | Pan-Amerikaanse Spelen | Winnipeg  | 1e        | discuswerpen | 64,25 m   |
| 2000 | Olympische Spelen      | Sydney    | 12e       | discuswerpen | 59,87 m   |

### Golden League-podiumplekken
| Jaar | Wedstrijd          | Plaats  | Resultaat | Onderdeel    | Prestatie |
| ---- | ------------------ | ------- | --------- | ------------ | --------- |
| 1999 | Golden Gala        | Rome    | 1e        | discuswerpen | 66,40 m   |
|      | ISTAF              | Berlijn | 3e        | discuswerpen | 68,23 m   |
| 2000 | Memorial Van Damme | Brussel | 3e        | discuswerpen | 65,90 m   |

1983: Imrich Bugár ·
1987: Jürgen Schult ·
1991: Lars Riedel ·
1993: Lars Riedel ·
1995: Lars Riedel ·
1997: Lars Riedel ·
1999: Anthony Washington ·
2001: Lars Riedel ·
2003: Virgilijus Alekna ·
2005: Virgilijus Alekna ·
2007: Gerd Kanter ·
2009: Robert Harting ·
2011: Robert Harting ·
2013: Robert Harting ·
2015: Piotr Małachowski ·
2017: Andrius Gudžius ·
2019: Daniel Ståhl ·
2022: Kristjan Čeh ·
2023: Daniel Ståhl